# Pithecopus azureus
Pithecopus azureus é uma espécie de anfíbio da família Phyllomedusidae. Pode ser encontrada na Bolívia, Paraguai, Brasil e Argentina.